# Shorea siamensis
Espèce
Classification phylogénétique
Statut de conservation UICN

 LC  : Préoccupation mineure
Shorea siamensis est une espèce de plantes à fleurs de la famille des Dipterocarpaceae. C'est un arbre tropical originaire d'Asie.

## Synonymes
Pentacme siamensis (Miq.) Kurz
Son nom commun en Malaisie est Meranti rouge ou Lauan rouge, et en anglais Dark Red Meranti ou Light Red Meranti.
En Asie le  Shorea siamensis, le Shorea robusta (Sal) et le Pentacme siamensis font très souvent référence, dans les temples ou pagodes, au Couroupita guianensis (arbre boulet de canon), où ce dernier est omniprésent (confusion possible avec le Sal).
Il s'agit d'une erreur d’étiquetage, en particulier dans l'enceinte du Palais Royal à Phnom Penh au Cambodge où les jardiniers ont installé une panneau "Shorea Robusta" jusqu'en 2014 qu'ils ont remplacé par un panneau "pentacme siamensis". De nombreux visiteurs ont photographié le couroupita et ont publié leur cliché sur le web avec cette mauvaise désignation.

## Description
Cet arbre tropical peut dépasser les 60 m de hauteur.

## Répartition
On le trouve dans les forêts  de Malaisie, d'Indonésie, du Cambodge de la Thaïlande, du Vietnam  et de Birmanie (Myanmar).